# Mechthild Hempel
Mechthild Hempel, geborene Henze, (* 21. Februar 1925 in Frauendorf bei Stettin; † 10. August 2012 in Greifswald) war eine deutsche Malerin und Graphikerin. 

## Leben
Mechthild Hempel wurde in Frauendorf bei Stettin als jüngste von drei Töchtern eines Lehrerehepaars geboren. 1943 legte sie in Stettin das Abitur ab. Es folgten Reichsarbeitsdienst und Arbeit als Kriegsdienstverpflichtete. Zuletzt arbeitete sie in Dresden, wo sie gegen Ende des Zweiten Weltkriegs die Luftangriffe auf Dresden erlebte. 
Von 1946 bis 1948 studierte sie an der Hochschule für angewandte Kunst in Berlin, daneben an der privaten Heinrich-Zernack-Schule, und von 1948 bis 1950 an der Hochschule für bildende Künste in Berlin-Charlottenburg. 1950 heiratete sie und zog mit ihrem Mann nach Kemnitzerhagen bei Greifswald, 1954 nach Neuenkirchen bei Greifswald. 
Ab 1960 oder 1964 war Mechthild Hempel Mitglied im Verband Bildender Künstler Deutschlands (ab 1970 Verband Bildender Künstler der DDR). Zu ihren im Auftrag von Staat, Partei, Massenorganisationen und volkseigener Wirtschaft geschaffenen Werken zählen sieben großformatige Kohlezeichnungen für den Sitzungssaal des FDGB-Kreisvorstands Greifswald (1963/1964), die Textilapplikation Frieden in unserem Lande für eine Schule (1963/1964), ein Wandbild für den VEB Nachrichtenelektronik Greifswald (1968/1969), Wandbilder in Greifswalder Kindergärten (1970er Jahre), die Mosaikgestaltung eines Pfeilers im Gebäude der SED-Kreisleitung Greifswald (1979) und Mosaikflächen an Plattenbauten (1983). Viele ihrer baugebundenen Werke sind durch die Änderung der gesellschaftlichen Verhältnisse heute nicht mehr vorhanden oder nicht mehr zugänglich. 
Die deutsche Wiedervereinigung brachte Mechthild Hempel auch den Verlust bisheriger Auftraggeber. Doch nach einer Schaffenskrise in den 1990er Jahren nahm sie ihre künstlerische Tätigkeit wieder auf. Seit Herbst 2010 wohnte sie bis zu ihrem Ableben wieder in der Stadt Greifswald. 

## Ausstellungen (Auswahl)
- 1968: Rostock, Kunsthalle Rostock (Einzelausstellung; Druckgrafik)
- 1968: Halle/Saale, Staatliche Galerie Moritzburg („Sieger der Geschichte“)
- 1969, 1972, 1974, 1979 und 1984: Rostock, Bezirkskunstausstellungen
- 1970: Berlin, Altes Museum („Im Geiste Lenins“)
- 1976: Karl-Marx-Stadt, Städtische Museen („Jugend und Jugendobjekte im Sozialismus“)

Postume Ausstellungen
- 2015 und 2025: Greifswald, Sozio-kulturelles Zentrum St. Spiritus
- 2015: Wolgast, Museum Wolgast
- 2015: Ribnitz-Damgarten, Galerie im Kloster Ribnitz
- 2025: Greifswald, Kleine Rathausgalerie[1]